# Everett Sloane

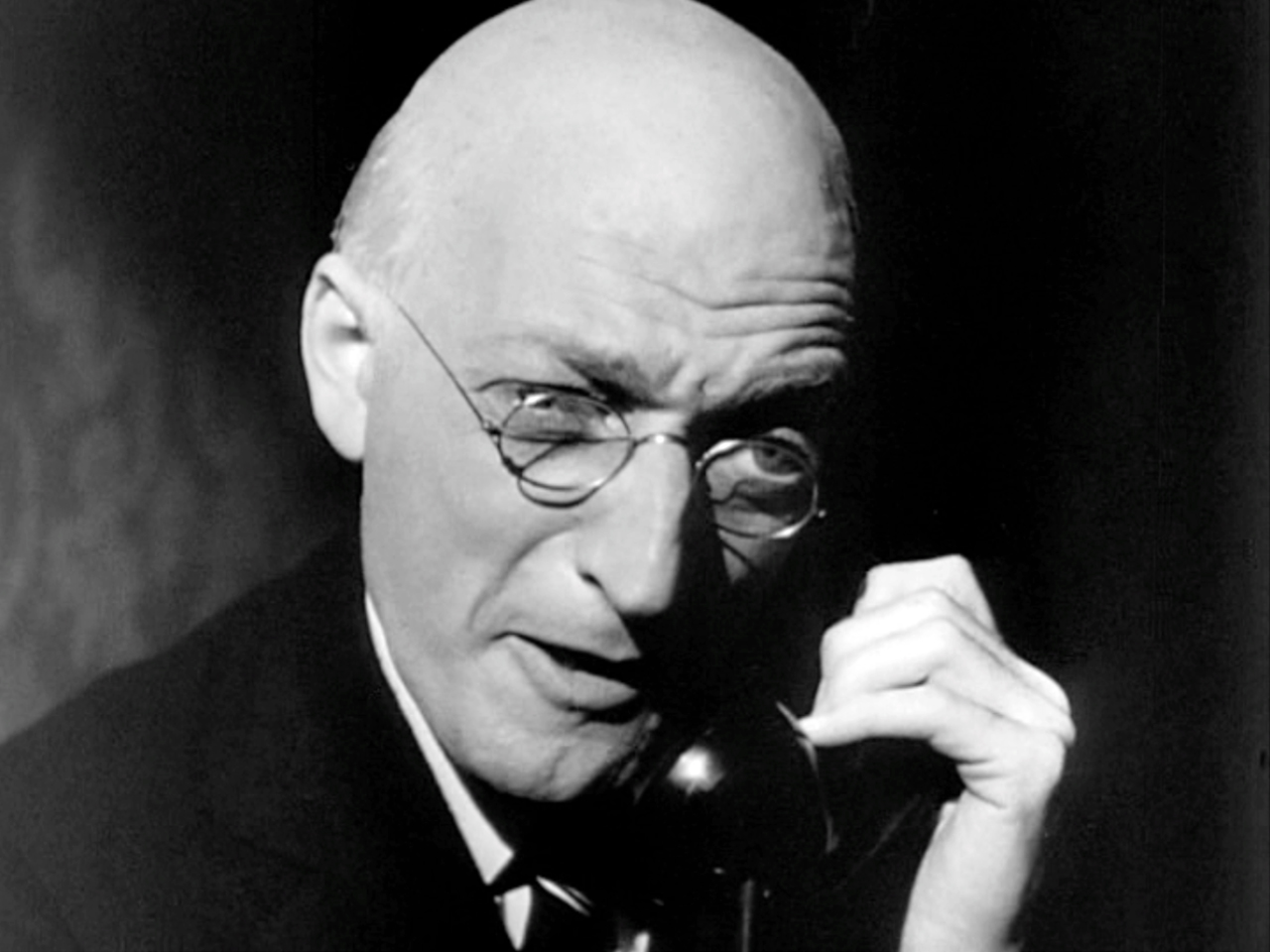
Everett Sloane i filmen En sensation 1941.

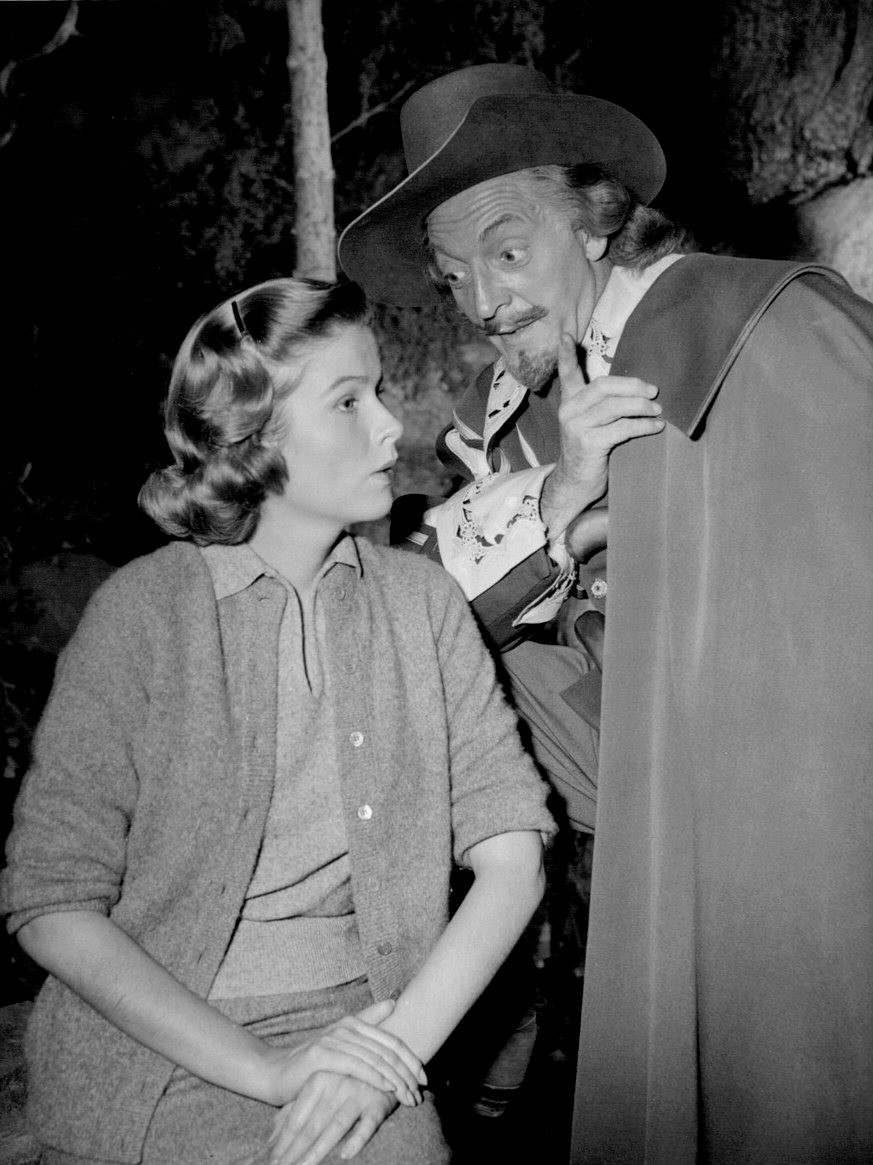
Tillsammans med Nancy Olson 1956.

Everett Sloane, född 1 oktober 1909 på Manhattan i New York, död 6 augusti 1965 i Los Angeles, Kalifornien, var en amerikansk skådespelare. Sloane filmdebuterade 1941 i Orson Welles En sensation, och hans roll där som Mr. Bernstein tillhör hans kändaste. Han medverkade i ett stort antal amerikanska TV-produktioner. För sina insatser inom television har han en stjärna på Hollywood Walk of Fame vid adressen 6254 Hollywood Blvd.
Han debuterade på Broadway 1935 och medverkade fram till 1960 i 10 scenproduktioner där.

## Filmografi
- 1941 – En sensation
- 1943 – Farlig medpassagerare
- 1947 – Lady från Shanghai
- 1949 – Skälmarnas furste
- 1950 – Männen
- 1951 – Sirocco
- 1951 – Ligan
- 1951 – Blå slöjan
- 1952 – Gauchon
- 1955 – Silkessnöret
- 1956 – Gatans kung
- 1956 – Han som älskade livet
- 1958 – Leka med elden
- 1960 – Tag vad du vill ha
- 1963 – Tissel och trassel
- 1964 – Sprattelgubben